# Acontia opalinoides
Acontia opalinoides är en fjärilsart som beskrevs av Achille Guenée 1852. Acontia opalinoides ingår i släktet Acontia och familjen nattflyn. Inga underarter finns listade i Catalogue of Life.